# Andromedik
Andromedik, artiestennaam van Axel Demarbaix (Edegem, 5 oktober 1998) is een Belgische drum-'n-bass-producer.

## Biografie
Andromedik studeerde handelsingenieur aan de Universiteit Antwerpen. Hij begon op vijftienjarige leeftijd met het produceren van muziek en heeft sindsdien een stempel gedrukt op de drum-'n-bass scene. Zijn muziek is meer dan zestig miljoen keer gestreamd op Spotify en heeft nummers als Howling, Take Me en Forever uitgebracht.
Andromedik heeft opgetreden op verschillende festivals, waaronder Rock Werchter, Sunrise Festival, Liquicity Festival, Rampage Open Air. Hij maakte in 2023 zijn debuut op de main stage van Tomorrowland.
- International Standard Name Identifier: 0000 0004 6608 2715
- MusicBrainz: 773c3b3b-4368-4659-963a-4c8194ec9b1c